# I paladini di Francia
I paladini di Francia è il quinto album discografico di Otello Profazio pubblicato in Italia nel 1966.

## Descrizione
È una raccolta di canzoni che ritraggono la Canzone di gesta.

## Tracce
Lato A
1. Il teatro dei pupi
2. La corte di Carlo Magno
3. Astolfo
4. Bradamante
5. Clarice, ti saluta il tuo Rinaldo
6. Orlando e Rinaldo per Angelica

Lato B
1. Dama Rovenza (Donna Marruenza)
2. Rinaldo si trovava a la boscagghia
3. Rinaldo, svegliati
4. La morte di Orlando
5. Gano di Maganza